# Prawdziwy koniec wielkiej wojny
Prawdziwy koniec wielkiej wojny — polski film obyczajowy z 1957 roku w reżyserii Jerzego Kawalerowicza, zrealizowany na podstawie opowiadania Jerzego Zawieyskiego.

## Treść
Róża, młoda i piękna kobieta wiąże się z profesorem Stęgieniem, sądząc, że jej mąż Juliusz zginął w obozie koncentracyjnym. Jednak Juliusz wraca jako wrak człowieka wyniszczony fizycznie i psychicznie. Róża nie chce skrzywdzić Juliusza, ale nie wyobraża sobie też dalszego życia z nim.

## Obsada
- Lucyna Winnicka - Róża Zborska
- Janina Sokołowska - Gosposia Józia
- Roland Głowacki - Juliusz
- Andrzej Szalawski - profesor Stęgień
- Olga Bielska - Irena
- Helena Dąbrowska - kwiaciarka
- Janina Jabłonowska - żona psychiatry
- Kazimierz Dębowski - psychiatra Ludwik
- Edward Gliński - dozorca Szymek